# 攻殼機動隊
《攻壳机动队》（日語：攻殻機動隊）是由日本漫畫家士郎正宗于1989年首次连载的日本漫畫作品，之后因1995年Production I.G.制作、押井守导演的同名动画电影而在国际名声大噪。从2002年到2006年间，Production I.G.又推出了由神山健治导演的系列电视动画《攻壳机动队： Stand Alone Complex》、《攻壳机动队：S.A.C. 2nd GIG》和OVA《攻壳机动队：S.A.C. Solid State Society》，以及由押井守在2004年导演的第二部动画电影《攻壳机动队2：Innocence》。虽然作者和导演不同，制作风格也不一樣，但每一版本的《攻壳机动队》都因出色的剧情、高质素的动画和对哲学与社会学等深刻问题的探讨而受到了普遍的好评，常被认为是日本动画和赛博朋克的经典代表作。

## 名称
“攻壳机动队”一名属于和制汉语，来自日语原名，意译则是“装甲机动防暴警察”的意思。士郎正宗为原本作品起的名字则是英语的“Ghost in the Shell”，只不过在出版时杂志社方面考虑到观众还是选用了日语名，“Ghost in the Shell”则成了《攻壳机动队》的副标题，在日本出版时这两个名称都是同时出现，《攻壳机动队》打入欧美市场时则选用了英文名“Ghost in the Shell”，《攻壳机动队》如今在西方也被以《Ghost in the Shell》所知。
“Ghost in the Shell”直译为“躯壳中的鬼魂”，不过“Ghost”一词也是《攻壳机动队》中的术语，指义体无法复制代表人类个性的意识。人造的义体、假肢、电子脑不过只是“shell”——一个空壳，无法复制的Ghost才是真正定义每个人存在的“灵魂”，没有Ghost的机器人或者仿生人仅仅是由人工智能驱动的哲学僵尸，并不是真正的人类。《攻壳机动队》世界中的义体化、电子化人类就相当于“Ghosts in shells”——栖息在人造躯壳里的人类意识。士郎正宗称，之所以选用这一名称，是在向匈牙利裔英国作家阿瑟·库斯勒致敬。后者一篇名为《The Ghost in the Machine》的论文最初给予了士郎正宗关于Ghost的灵感。“The Ghost in the Machine”（即“机器中的鬼魂”）则原本是英国哲学家吉尔伯特·赖尔创造的一个名称，用来讽刺法国哲学家笛卡尔关于心物二元论的主张。心物二元论——即人类心灵与肉体是两个可分离的独立部分的概念——是每一版本的《攻壳机动队》都常讨论到的一个本体论哲学话题。

## 故事概要
2040年代的虚构日本城市新滨市，经过第三次和第四次世界大战洗礼的近未来科技已可将人类除大脑外的所有身体器官用生化电子的义体代替，并将人类大脑改装成与具有互联网功能的电子脑。上层社会和有经济条件的中产阶级人类纷纷进行义体手术，加装先进的电子脑，并用性能更高的人造義肢替换原有的身体器官——赛博格（生化人）已然渐渐成为社会常态。
人类社会的全面义体化（电子化）虽然带来了巨大的便利，却也不可避免地催生出了一种新的犯罪方式——电子犯罪。电子化并互联网化的人类开始受到黑客攻击，暴露在大脑被入侵、记忆被篡改等危险之中。日本政府因此专门成立了首相直属的特别情报机构“公安九课”（也就是所谓的“攻壳机动队”），来应对这种新兴的犯罪。故事中女主角草薙素子自幼便全身义体化，装备有最先进的军用义体，并在电子设备中如鱼得水，是出色的駭客。2029年正式加入公安九课，并以她卓越的指挥能力获得了队员们的信赖，被亲切地称为“少佐”。
《攻壳机动队》系列因其赛博朋克并带有反乌托邦性质的世界观著名。作品中对于未来科技有着精密的设想、考据和描绘，很多出现在其中的概念如今已然成为了现实，《攻壳机动队》也因此获得了众多硬科幻爱好者们的赞赏，并对后世的许多科幻作品有着显著的影响。（具体细节请参考#总体评价）
就《攻壳机动队》的不同版本比较来说，士郎正宗原著的漫画以短篇单元剧为主，人物通常比较轻松幽默，剧情也并非异常复杂，但往往有探讨研究各种科技或社会问题的大段对白文字，因此在分类时属于青年漫画。押井守导演的著名动画电影则十分严肃，人物角色完全没有漫画中轻松的儿童个性，以探讨深刻的哲学话题为主，电影整体也营造出一种沉闷、昏暗并略悲观的氛围。神山健治导演的电视动画则大概介于两者之间，如要分类的话应该是含有大量政治剧情的科幻警察刑侦电视剧。

## 人物介紹
荒卷大辅（Aramaki Daisuke）
公安九课部長，义体化程度极低，负责九课的管理工作，关键时刻总会使用政治手腕为九课摆平行政上的麻烦，受到全课的敬重。
草薙素子（Motoko Kusanagi）
公安九课队长，人称“少佐”，全身用义体化赛博格（生化人），战斗力和黑客能力都为全课最强，指挥能力高超，是九课的精神领袖。
巴特（Batou）
公安九课成员，九課中義體化程度僅次於素子，因此必須食用改造人食品，战斗力仅略逊于草薙素子，是九课行动时的二把手。
德古沙/户草（Togusa）
公安九课成员，义体化程度极低，仅脑部作过电子化处理，但原为警视厅搜查课特务班的侦探，所以刑侦能力极高，经常和巴特一起行动。
石川（Ishikawa）
公安九课成员，情报战专家，在建立防火墙、黑客入侵、制作病毒疫苗、情报收集和分析方面具有卓越的能力。
斋藤（Saito）
公安九课成员，狙击手，仅有少量对进行狙击必要的义体化，左眼在战争中被击瞎并换装鹰眼系统，可与卫星连接进行精密狙击。
帕兹（Paz）
公安九课成员，熟知日本黑帮和各种犯罪组织门路，拥有优秀的潜入侦查能力。
博马（Borma）
公安九课成员，炸弹专家，擅长爆炸物处理，经常和石川一起进行情报收集分析。
傀儡师（Puppeteer）
神秘的超级黑客，可以在入侵到他人电子脑后篡改其记忆，使其变成为他效力的“傀儡”，然而他的真实身份似乎却直接牵扯到了日本政府。
笑面男（The Laughing Man）
神秘的超级黑客，可以入侵到所有人的电子义眼和监控设备中，用一张“笑面男”的图片挡住自己的脸，以至于无人可以看清他的身份，似乎与一系列商业电子恐吓事件有关。
九世英雄（Hideo Kuze）
右翼日本恐怖组织“个别的十一人”成员，发动了多起针对亚洲难民的暗杀和爆炸，然而仔细调查后发现他的真实身份远非恐怖分子那么简单。

## 出版書籍
《攻壳机动队》1989年4月22日初次连载于讲谈社青年漫画月刊《周刊Young Magazine》，进度为每三月更新一话，第一部总共收录有12话，在结束第一部后正式开始了第二部的连载，于1991年10月5日以1000日元的高价（相对同期其它漫画而言）印刷发行漫画第一部的单行本，名为《攻壳机动队：The Ghost in the Shell》；2001年又发行漫画第二部的单行本《攻壳机动队2: Man-Machine Interface》；2003年则发行了第三本单行本《攻壳机动队1.5：Human-Error Processor》。
士郎正宗的漫画充满了关于各种科学技术的描写和对哲学及社会问题的讨论，大量的文字注解有时甚至比漫画还多。但作中人物性格大多十分诙谐，节奏也较为轻快，士郎正宗也说道：“对于默默不断前进的科学，科幻也不能总是描写世纪末的倦怠世界吧。未来还是明亮的好。”

### 話數列表
| - 01 PROLOGUE - 02 SUPER SPARTAN 2029.4.10 - 03 JUNK JUNGLE 2029.7.27 - 04 MEGATECH MACHINE1 [ロボットの反乱] - 05 MEGATECH MACHINE2 [メイキング・オブ・サイボーグ] | - 06 ROBOT RONDO 2029.10.1 - 07 PHANTOM FUND 2029.12.24 - 08 DUMB BARTER 2030.5.2 - 09 BYE BYE CLAY 2030.7.15 - 10 BRAIN DRAIN 2030.9.9 - 11 GHOST COAST 2030.9.18 - 12 EPILOGUE |

| - 01 PROLOGUE 2035.03.06.AM05:05 - 02 UNDERWATER 2035.03.06.AM05:45 - 03 CIRCUIT WEAPON 2035.03.06.AM08:12 | - 04 FLYBY ORBIT 2035.03.06.PM01:12 - 05 MOLD OF LIFE 2035.03.06.PM01:54 - 06 EPILOGUE 2035.03.06.AM05:35 |

| - 01 FAT CAT Part.1 - 02 FAT CAT Part.2 - 03 DRIVE SLAVE Part.1 - 04 DRIVE SLAVE Part.2 | - 05 MINES OF MIND Part.1 - 06 MINES OF MIND Part.2 - 07 LOST PAST |

### 中文版代理
| 冊數 | 尖端出版      | 尖端出版           | 臉譜文化      | 臉譜文化              |
| 冊數 | 發售日        | ISBN               | 發售日        | ISBN                  |
| ---- | ------------- | ------------------ | ------------- | --------------------- |
| 01   | 1995年5月30日 | ISBN 957-712-863-7 | 2018年3月3日  | ISBN 978-986-235574-9 |
| 01   | 1995年5月30日 | ISBN 957-712-864-5 | 2018年3月3日  | ISBN 978-986-235574-9 |
| 02   | 不適用        | 不適用             | 2018年3月15日 | ISBN 978-986-235576-3 |
| 1.5  | 不適用        | 不適用             | 2018年3月30日 | ISBN 978-986-235575-6 |

套書資訊：2017年3月30日發售、ISBN 978-986-235577-0（臉譜）

## 改編作品

### 电影
押井守最先于1995年拍摄的第一部《攻壳机动队》电影，在国际范围内广受好评，并长期被认为是《攻壳机动队》系列电影中的最经典之作。2004年，押井守又拍摄了1995年电影的续集《攻壳机动队2：Innocence》，同样受到了的大量好评，虽然继承了第一部沉闷忧郁的气氛，大量运用电脑成像的第二部电影在画风上却与第一部却相差甚远，在对新滨市的设计上也不再像第一部那样参考香港而是走了更为幻想的路线。2008年，押井守在他的《空中杀手》上映之际，又发行了一部《攻壳机动队2.0》，即1995年第一部电影的电脑成像重製版。不过《攻壳机动队2.0》仅仅是为原作的一些镜头重新制作了电脑成像，并且在重新录音时还换掉了片中傀儡师的声优，各种原因导致这部重製版并未太受欢迎。三部电影均由Production I.G.制作。同年，梦工厂和斯蒂芬·斯皮尔伯格取得了《攻壳机动队》的翻拍版权，开始制作改编的同名真人版电影。不过后因为各种原因导致电影开拍一拖再拖，直到2016年初才开始前期制作，由鲁伯特·山德斯导演，史嘉蕾·喬韓森饰草薙素子。

### 電視動畫
Production I.G在1995年推出了押井守的电影后，又在2002年推出了由神山健治导演的电视动画，名为《攻壳机动队：Stand Alone Complex》。电视动画2002年10月1日在日本卫星电视台スカチャン首发，Animax随后获权在其亚洲、拉美和南非市场放映，同年也由万代影视的北美和欧洲子公司（以及其它独立代理公司）代理在西方市场发行英语配音版，中文版代理在台湾由普威尔国际发行。第一季《攻壳机动队：Stand Alone Complex》播出后，Production I.G.立刻决定继续制作第二季，名为《攻壳机动队：S.A.C. 2nd GIG》。第二季于2004年1月1日在日本收费电视台Sky PerfecTV!首放，随后继续由Animax在全球其它地区播出，英语配音版最后也在欧美播出。伴随这两季播出的还有系列搞笑短片《塔奇克马的日常》，在动画每一集后播出。这两季电视动画中的主线剧情后又被整合成了《攻壳机动队：S.A.C. 笑面男》和《攻壳机动队：S.A.C. 个别的十一人》两部总集篇动画电影，分别在2005年10月和2006年3月上映。
2006年，Production I.G.又以神山健治的原班人马以105分钟剧场版电影的方式发放了两集电视动画的正式续集《攻壳机动队：S.A.C. Solid State Society》（2011年又上映了这部电影的3D重置版）。
2013年，Production I.G.制作、冲方丁编剧、黄瀬和哉导演，与神山健治系列动画在剧情上无关的《攻壳机动队：Arise》以四部50分钟OVA的形式在院线上映；后又增加少量内容，改为《攻壳机动队：Arise Alternative Architecture》在电视上播出。2015年6月20日又上映了《攻壳机动队：Arise》的电影续集《攻壳机动队 新剧场版》，是目前为止《攻壳机动队》电视动画系列中的最新一作。

### 網路動畫
Netflix已公布將開拍新的《攻殼》作品，名為《攻殼機動隊：SAC 2045》（Ghost in the Shell: SAC_2045），將由神山健治和荒牧伸志聯手執導，已于2020年播出。

## 总体评价
《攻壳机动队》系列常常被认为是赛博朋克界乃至整个科幻界中不可或缺的经典作品。1995年的《攻壳机动队》电影在MyAnimeList最佳日本动画电影榜上排名第38；《攻壳机动队：Stand Alone Complex》和《攻壳机动队：S.A.C. 2nd GIG》在最佳日本电视动画榜上则分别位于第81和第51名；IMDb电视剧最高评分榜（所有媒体的电视剧）则将《攻壳机动队：Stand Alone Complex》排至第157。
押井守在采访中曾谈到，相比之下，他的电影在日本其实并没有像在欧美获得如此的成功。
在那里，押井守的《攻壳机动队》常常与《亚基拉》一齐被认为是1990年代率领日本动画打入西方市场的开山之作；神山健治的《攻壳机动队》电视动画则被公认为与《星际牛仔》和《新世纪福音战士》等巨作齐名的经典青年动漫作品。
好莱坞众多著名导演如斯皮尔伯格和詹姆斯·卡梅隆都对押井守的《攻壳机动队》大加赞扬，并称受到了其很大影响，沃卓斯基姐妹直接承认她们正是因为受到了《攻壳机动队》的启发才创作出著名的《駭客任務》系列。
士郎正宗在他的《攻壳机动队》世界中关于仿生假肢、电子脑、脑机接口、光学迷彩和脑对脑交流等科技的构想，如今已然成为了科学家们认真研究的课题并很有可能在未来实现。神山健治在他2002年的《攻壳机动队：Stand Alone Complex》中对于21世纪信息社会中媒介化和模因现象的描绘随着YouTube和Facebook等大型社交媒体的诞生已然成为了现实；2004年的《攻壳机动队：S.A.C. 2nd GIG》关于难民问题的设定也在十年后的欧洲移民危机中被反映了出来。在2014年7月12日参加TIFF访谈时，押井守曾被问到“《攻壳机动队》是否会成为现实”的问题，对此他答道：
“ 我觉得这已经是现实了。在座的所有人都有手机……我也有，现在只不过是把手机放进大脑里的问题。
不管是在衣兜里还是大脑里，反正你离了它就活不了了，这也是我为什么说人类必须去适应科技……
它也许只是在你的衣兜里，但那实际上已经是你身体的一部分了。”
 —押井守